# Astragalus barnasariformis
Astragalus barnasariformis es una especie de planta del género Astragalus, de la familia de las leguminosas, orden Fabales.
Fue descrita científicamente por Maassoumi, F. Ghahrem. & Bagheri.

## Distribución
Especie endémica de Irán, conocida únicamente en la localidad tipo de la provincia de Zanjan.